# Mawayana
El mawayana (Mahuayana), també coneguda com a mapidian (Maopidyán), és una llengua arawak moribunda del nord d'Amèrica del Sud. El parlen una dotzena de persones grans que viuen en pobles ètnics waiwai i tiriyó al Brasil i a Surinam.

## Classificació
Aikhenvald (1999) llista el mawayana (i possiblement el mawakwa com a dialecte) juntament amb el wapishana sota una branca de Rio Branco (Arawak septentrional) de la família Arawak. Carlin (2006:314) assenyala que el mawayana "està estretament relacionat amb el wapishana" i segons Ramirez (2001:530) comparteixen almenys el 47% del seu lèxic.

## Fonologia
El mawayana té, entre les seves consonants, dues implosives, /ɓ/ i /ɗ/, i el que s'ha descrit com un "ròtica fricativitzada retroflexa", representada amb ⟨rž⟩, que comparteix amb el wapishana. Els sistemes vocàlics contenen quatre vocals (/i-e, a, ɨ, u-o/), cadascuna de les quals té una contrapartida nasalitzada.

### Consonants
Els fonemes consonàntics mawayana són:
|   | t  | k | ʔ |
| ɓ | ɗ  |   |   |
|   | ɗʲ |   |   |
|   | ʧ  |   |   |
|   | ʃ  |   |   |
|   | ɾ  |   |   |
| m | n  |   |   |
| w | j  |   |   |

### Vocals
Els fonemes vocàlics mawayana són:
| i | ɨ | u |
| e |   |   |
| a |   |   |
Les vocals tenen un contrast tant nasal com de longitud.

## Morfologia
Afixos personals del mawayana:
| 1 sg.   | n-/m- -na    |
| 2. sg.  | ɨ-/i- -i     |
| 3. sg.  | ɾ(ɨ/iʔ)- -sɨ |
| 3 refl. | a-           |
| 1 pl.   | wa- -wi      |
| 2. pl.  | ɨ- -wiko     |
| 3. pl.  | na- -nu      |
Afixos verbals del mawayana:
| thematic   | -ta, -ɗa, -ɓa |
| present    | -e            |
| reciprocal | -(a)ka        |
| adjectival | -ɾe, -ke      |

## Morfosintaxi
El mawayana té una morfologia polisintètica, principalment marcadora de l'inici i amb sufixos, tot i que hi ha prefixos pronominals. Els arguments verbals s’indexen en el verb a través de sufixos de subjecte en verbs intransitius, mentre que en vers transitius amb prefixos d’agents i sufixos d’objectes (Carlin 2006).